# مأزق أناني
مأزق أناني (بالإنجليزية: Egocentric predicament) هو مصطلح ابتدعه رالف بارتون بيري في مقال في (مجلة الفلسفة 1910)، وهي مشكلة عدم القدرة على عرض واقع خارج منطقة تصوراتنا، حيث أن كل المعرفة الدنيوية تأخذ شكل تصورات عقلية وتفحصها عقولنا بطرق مختلفة، لكن الاتصال المباشر بالواقع لا يمكن أن يحدث خارج عقولنا؛ لذلك، لا يمكننا التأكد من وجود الواقع حتى، وهذا يعني أننا كل واحد منا يقتصر على عالمنا الإدراكي ووجهات نظرنا. الذاتوية هي امتداد لهذا الأمر والتي تفترض أنه لا وجود حقيقي إلا لعقل الفرد وبأن المعرفة المتعلقة بأي شيء خارج عقل الإنسان هي معرفة غير مؤكدة.
منذ عام 1710، عندما تطرق جورج بيركلي لمشكلة المأزق الأناني ، نافياً وجود مادة جوهرية بإستثناء أفكار في أذهان المدركين، وهذا تأكيد لوجود علاقة إشكالية مع الواقع، وبالتالي أثبتت هذه الأطروحة أنها حجر عثرة.
يُعرف صموئيل جونسون بـ «دحضًه» لنظرية الأسقف بيركلي اللامادية، وادعائه بأن المادة لم تكن موجودة بالفعل ولكن بدا أنها موجودة فقط: خلال محادثة مع بوزويل، قام جونسون بدهس حجر قريب بقوة وقال عن نظرية بيركلي، «أنا أدحضها هكذا!»

أثر كل من مفهوم رالف بيري والمصطلح الذي استخدمه على الفيلسوف الأمريكي إيفريت هال لإنشاء الشمولية «المأزق المتمركز حول الفئات» للتعبير عن استحالة رؤية العالم خارج «الفئات» التي تفرضها اللغة الأم والنموذج الفكري. 